# Skigebiet Nauders
Das Skigebiet Nauders liegt südlich von Nauders in Tirol und umschließt Bergkastelspitze, Tscheyeck und Gueserkopf. Das Skigebiet Nauders war bis zur Wintersaison 2015/2016 mit den Skigebieten Schöneben und Haideralm Mitglied im ehemaligen Verbund Skiparadies Reschenpass und ist seit der Wintersaison 2017/18 Mitglied der Zwei Länder Skiarena. Die Zwei Länder Skiarena ist der größte Kartenverbund zwischen Nord- und Südtirol (Nauders, Schöneben–Haideralm, Watles, Trafoi und Sulden am Ortler) mit 52 Liftanlagen und 211 Pistenkilometer.
Das Skigebiet reicht von 1400 m bis 2750 m. Im Skigebiet von Nauders befinden sich 12 Bergbahnen.
Die bewirtschafteten Gasthöfe und Almen sind über die Skipisten im Winter oder Wanderwege im Sommer wie den Nauderer Höhenweg zu erreichen. Im Skigebiet liegen die Piengalm (ausschließlich Sommerbetrieb) auf 1990 m, das Jochelius (ehemals Goldseehütte) auf 1857 m, die Lärchenalm auf 1700 m und seit 2015 die Stieralm auf 2054 m. In der Talstation der Bergkastelseilbahn, dem „Seilbahncenter Nauders“ befindet sich das Bistro „Arsangs“ und oberhalb des Jochelius nach Süden befindet sich die Nauderer Hütte (Schutzhütte).

## Aktuelle Lifte
- Die Bergkastelseilbahn führt von ihrer Talstation auf etwa 1400 m zum Bergkastel auf 2200 m. Sie ist eine 6er-Kabinenbahn nach dem Umlaufprinzip.
- Der Tallift ist ein Tellerlift, er befindet sich in direkter Nachbarschaft zur Bergkastelseilbahn.
- Der Panoramalift ist der höchstgelegene Lift im Skigebiet. Er führt zum Gueser Kopf (2750 m).
- Die Sesselbahnen Goldseebahn (2240 m), Zirmbahn (2650 m), Tscheyeckbahn (2666 m), Gaislochbahn (2300 m), Lärchenhang 1 (1700 m) und 2 (2280 m)
- Die Schlepplifte Almlift (2600 m) und Ganderbildlift (2295 m)

- [Sesselbahn Mutzkopf (1400 m) – Lift zum Naturerlebnis Mutzkopf (zum Wandern; im Winter nur mittwochs offen)]

## Stillgelegte Lifte
- Ideallift (2170 m)
- Valruns
- Schloßlift[2]

## Pisten und Loipen
Das Skigebiet umfasst 27 Skipisten (acht blaue, 14 rote und fünf schwarze) und fünf Skirouten mit einer gesamten Länge von 73 km. Von der Tscheyeckbahn (Piste 18) und der Gaislochbahn (Skiroute drei) startet eine Buckelpiste für Skifahrer. Am Lärchenhang gibt es zwei Rodelbahnen: Die Bergkastel Rodelbahn startet bei der Bergstation der Bergkastelseilbahn und gilt mit 8 km als längste Naturrodelbahn Tirols, seit 2023 nur noch die längste Naturrodelbahn, welche mit einem Lift erreichbar ist. Die Lärchenalm Rodelbahn ist beleuchtet, beginnt an der Bergstation Lärchenhang I, die gegenüber der Lärchenalm liegt und ist 4,5 lang. Beide Rodelbahnen nutzen auf dem unteren Teil eine gemeinsame Piste und enden an der Talstation der Bergkastelbahn. Nahe dem Restaurant Bergkastel gibt es eine Halfpipe für Snowboarder. An der Bergstation der Bergkastelbahn befindet sich das Nauderixland. Hier wird der kleinste Skinachwuchs durch die Skischule Nauders betreut. Die Skischulen Nauders und Nauders 3000 haben ihre Sammelplätze bei der Bergstation Bergkastelbahn und auf der Goldseepiste.
Die 10 Loipen für Langlauf (eine blaue, sechs rote und drei schwarze) befinden sich auf 1000 m–15000 m.

## Bilder

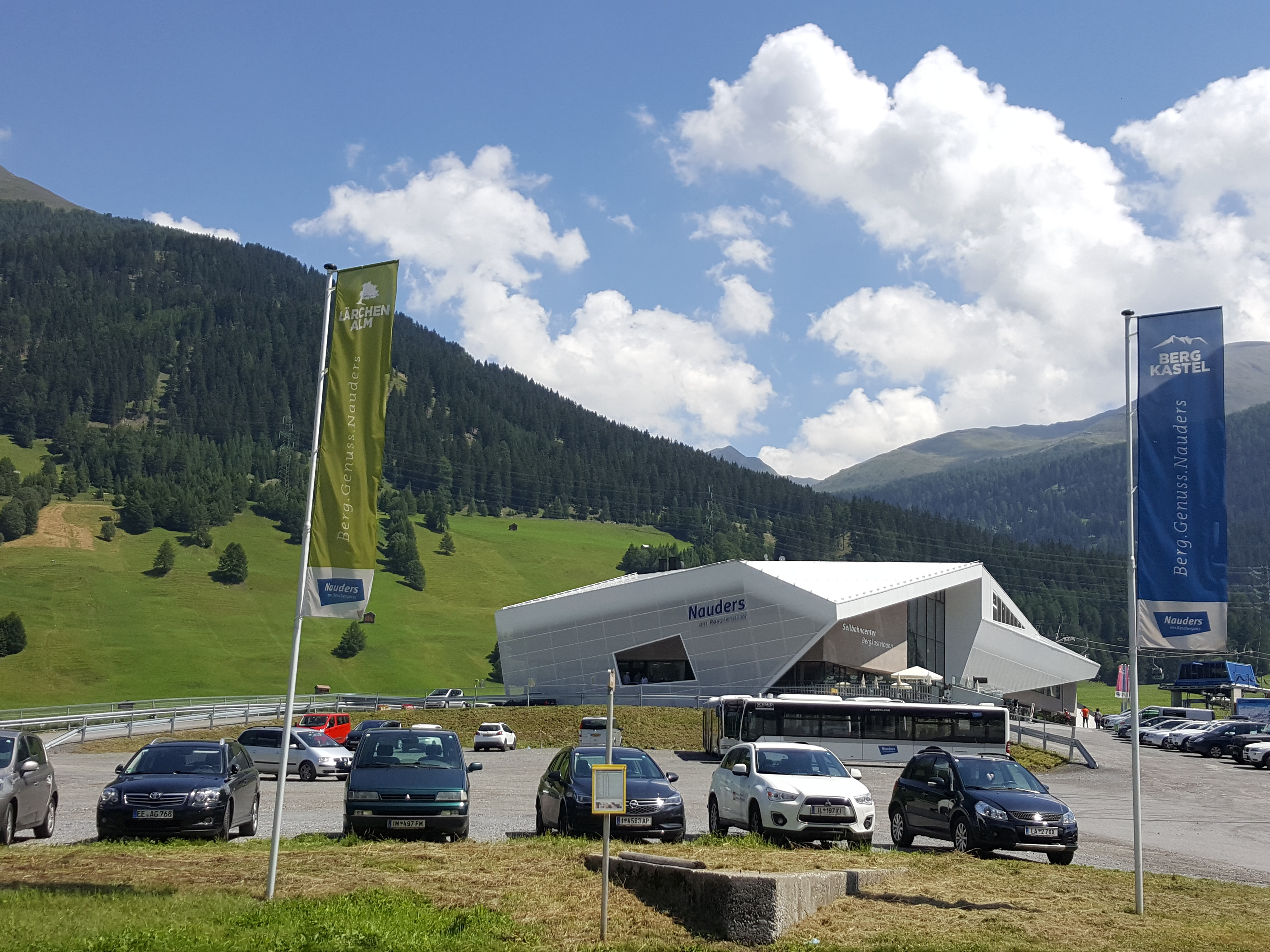
Bergkastel-Seilbahn (Talstation), 2017
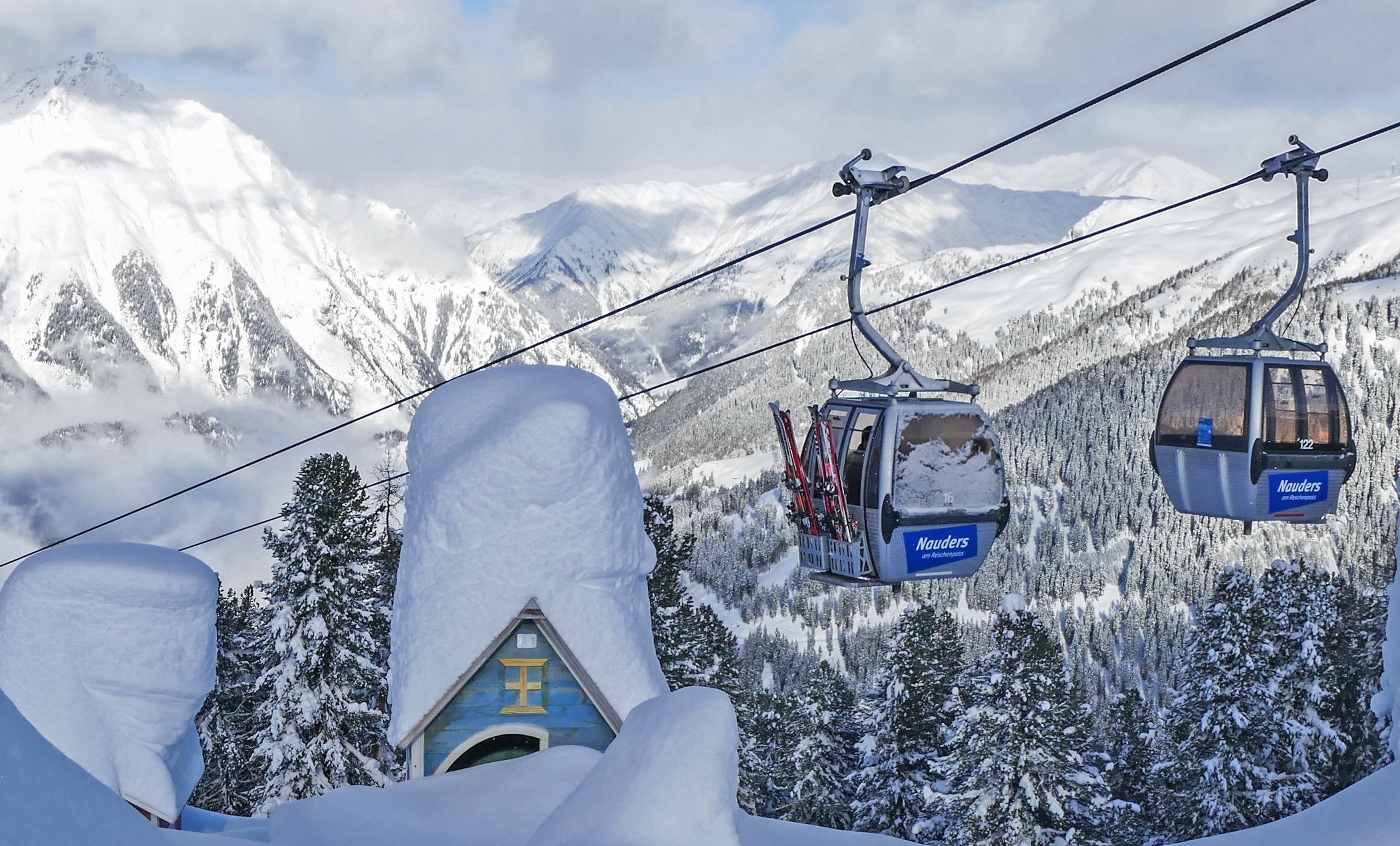
Blick vom Skikinderland Richtung Tal, 2018
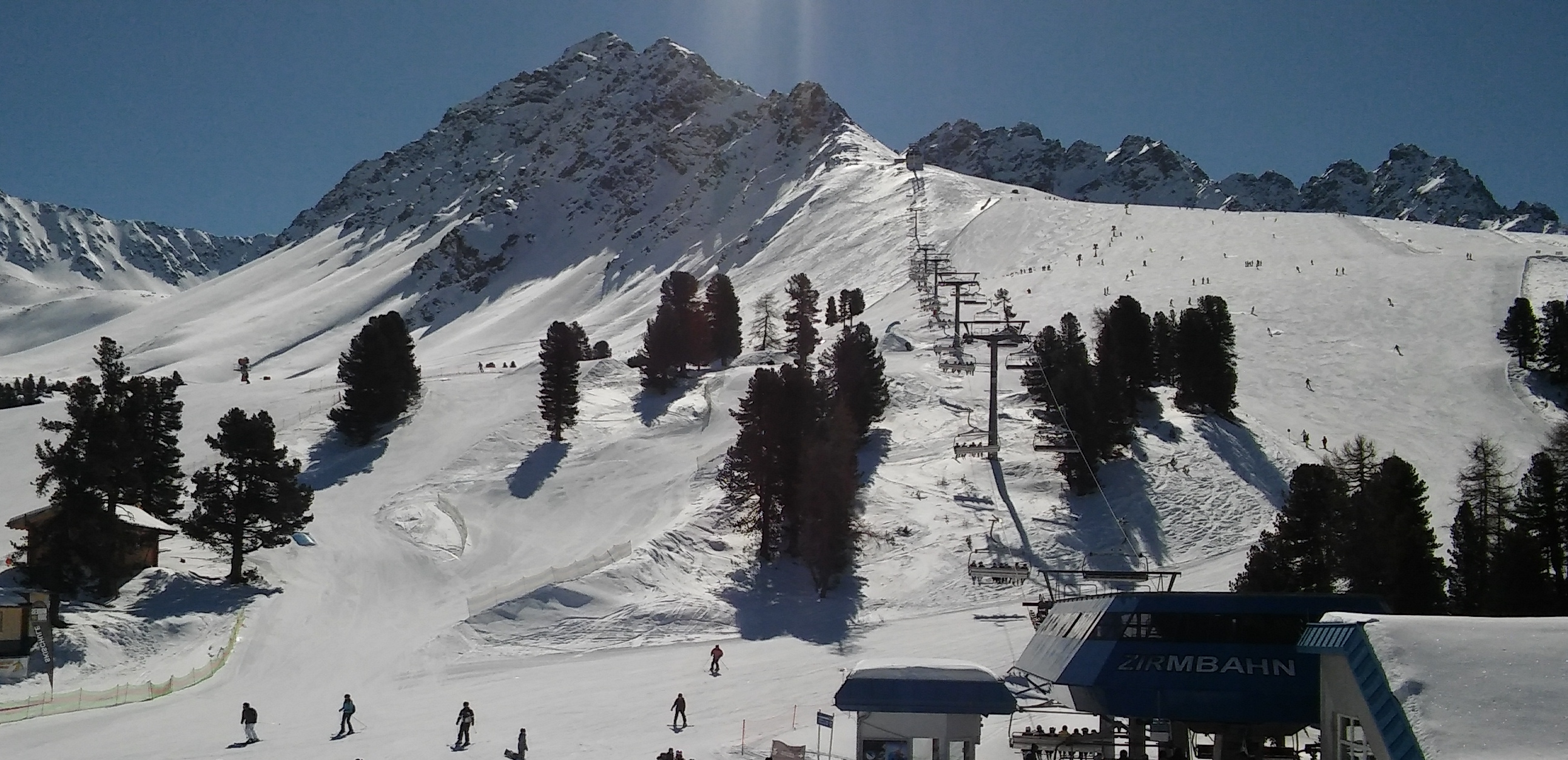
Talstation Zirmbahn, 2016
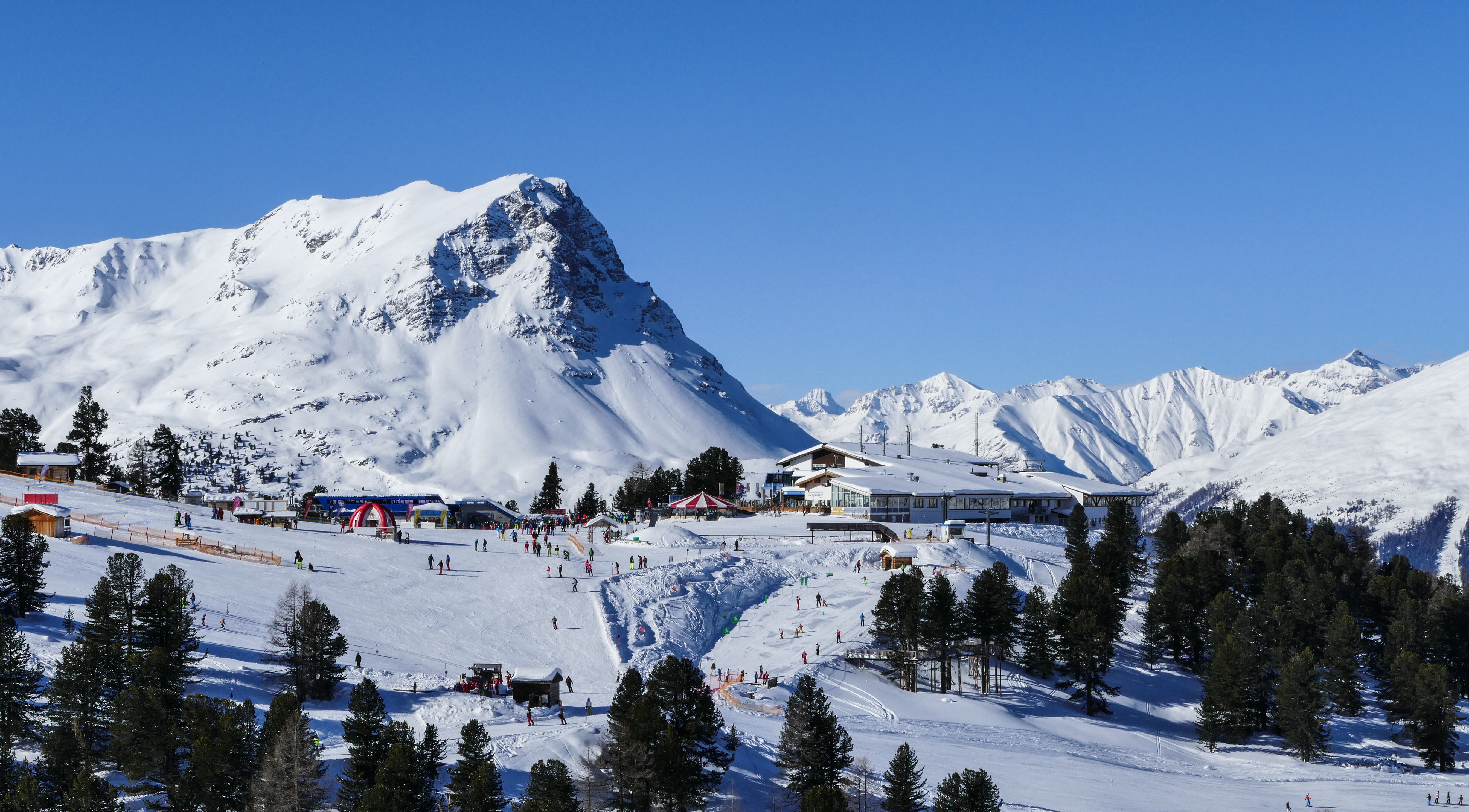
Blick auf Bergkastel vom Gaisloch, 2018
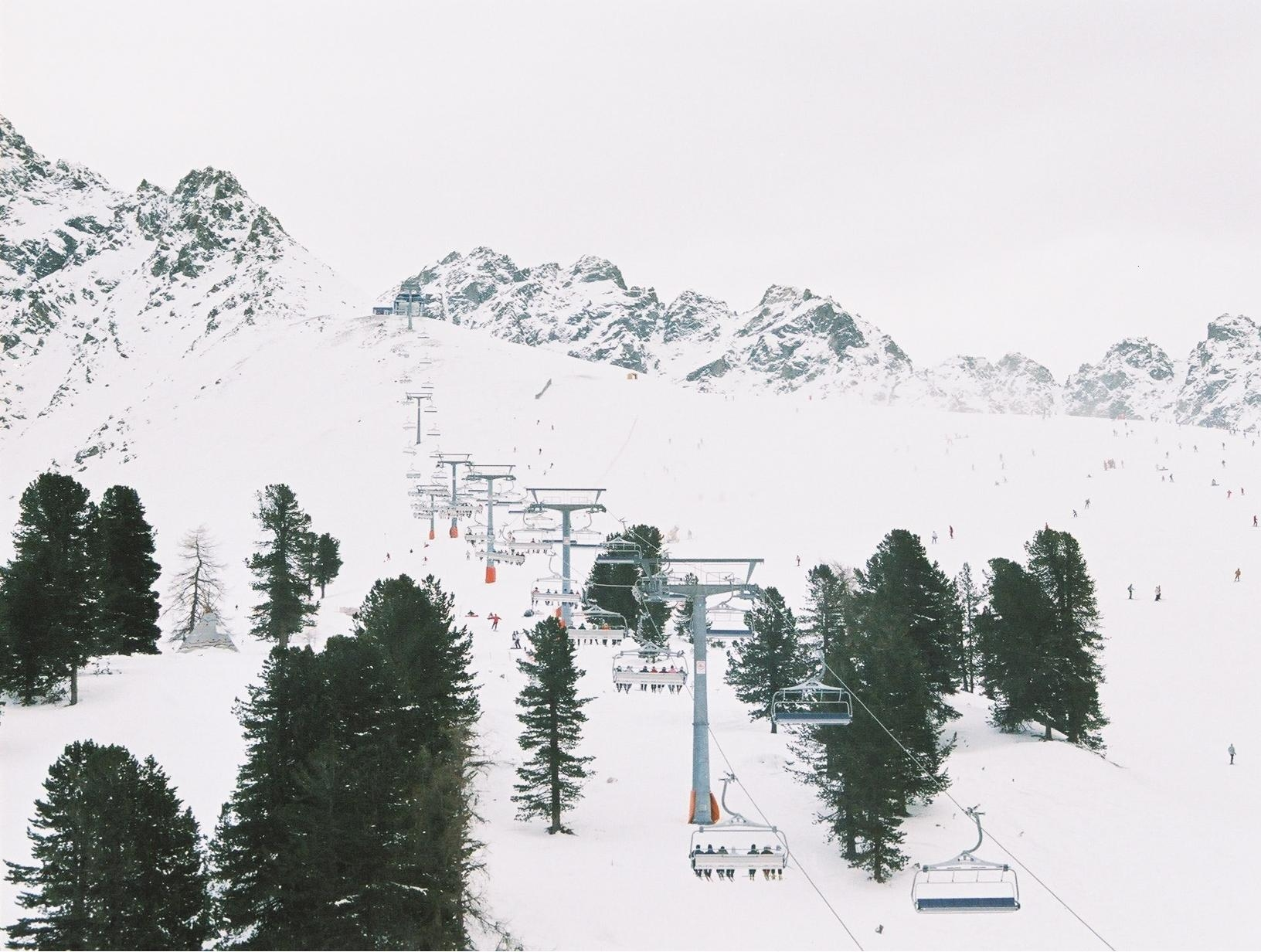
Zirmbahn, 2004
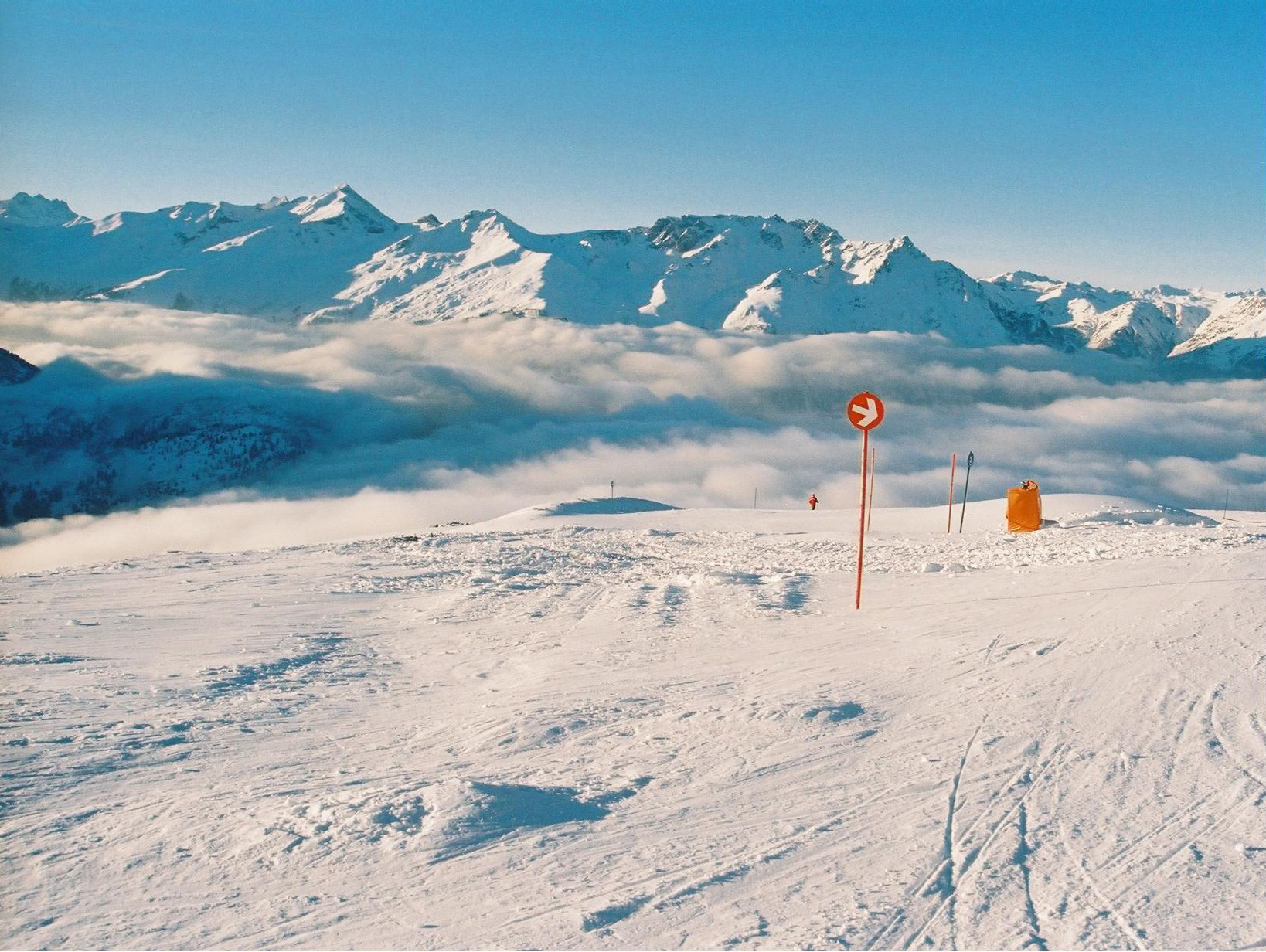
Zirmabfahrt West, Abzweig Almabfahrt Steilhang: Blick auf die Schweizer Berge, 2004
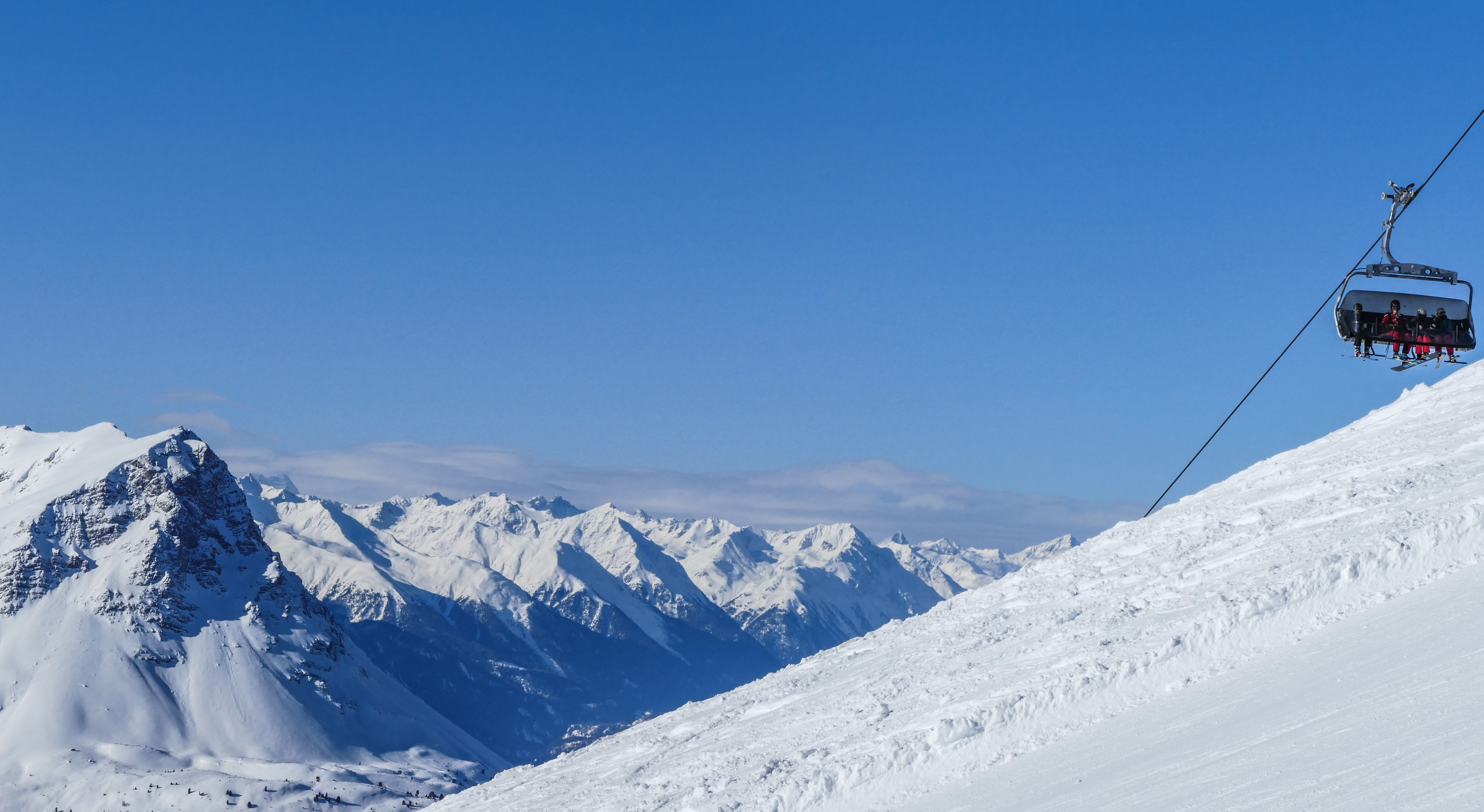
6er Sesselbahn Tscheyeckbahn mit Blick auf den Piz Lad (Dreiländergrenzstein A-I-CH), 2018
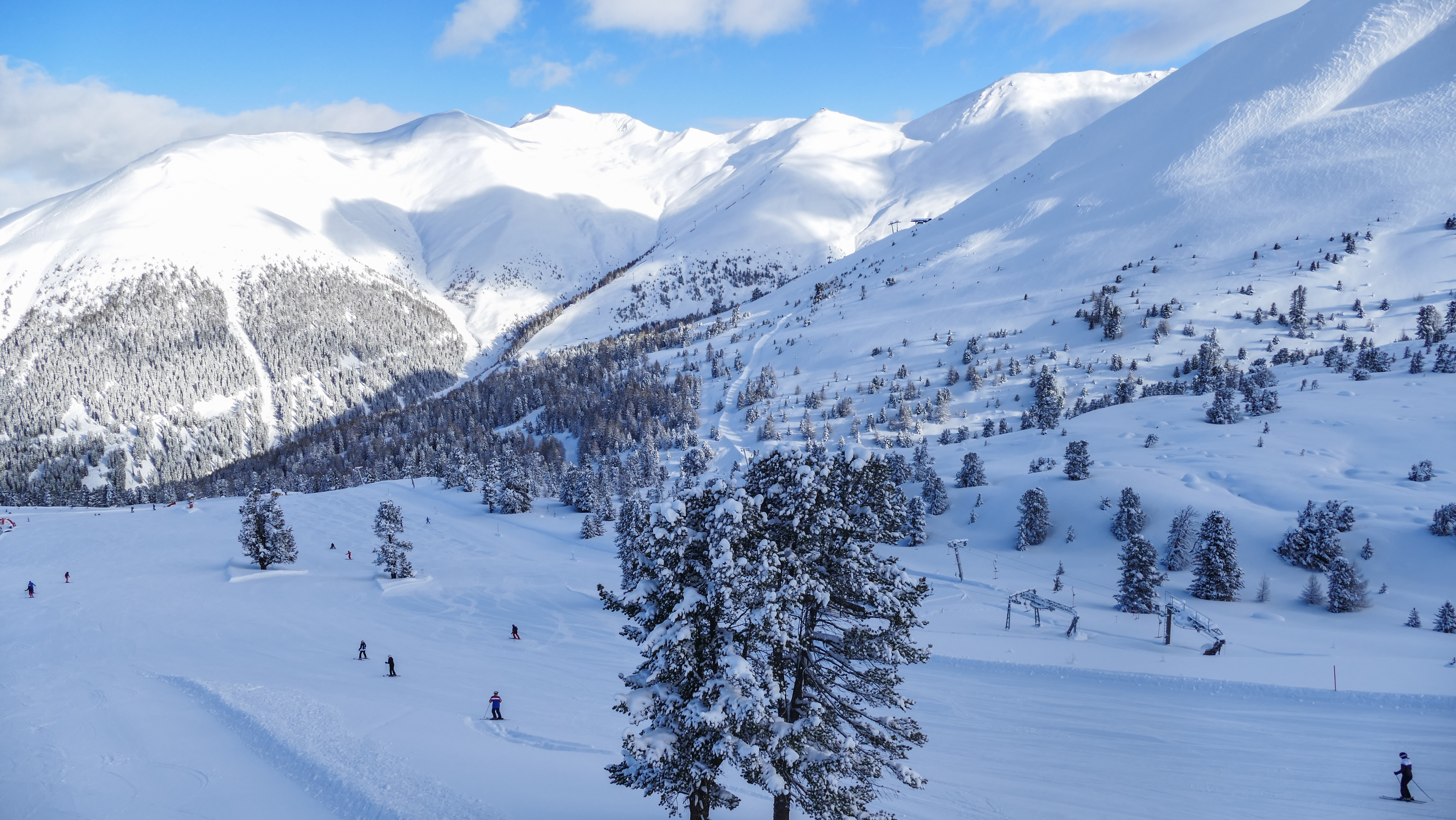
Zirmhang, 2018
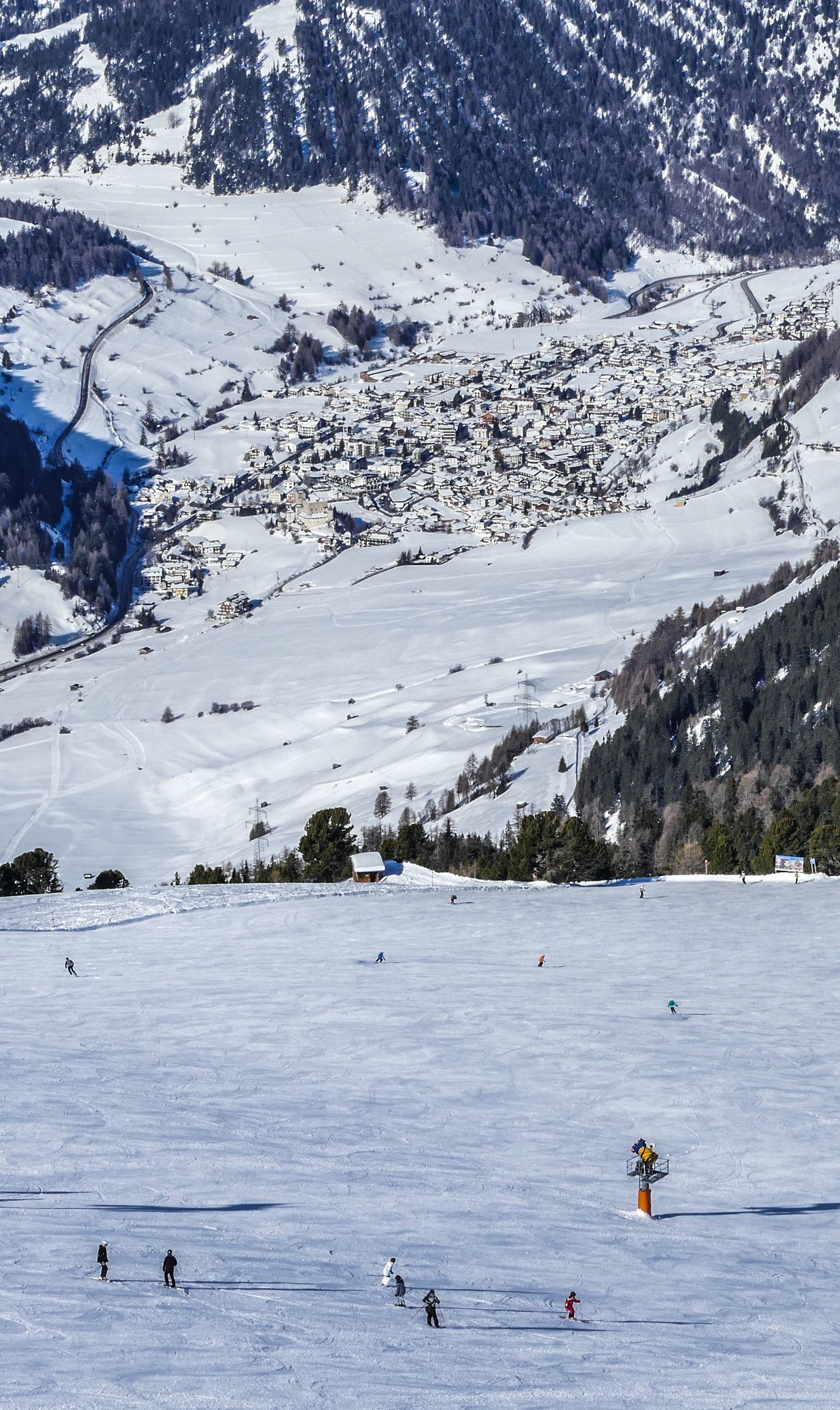
Zirmhang mit Blick auf Nauders, 2018
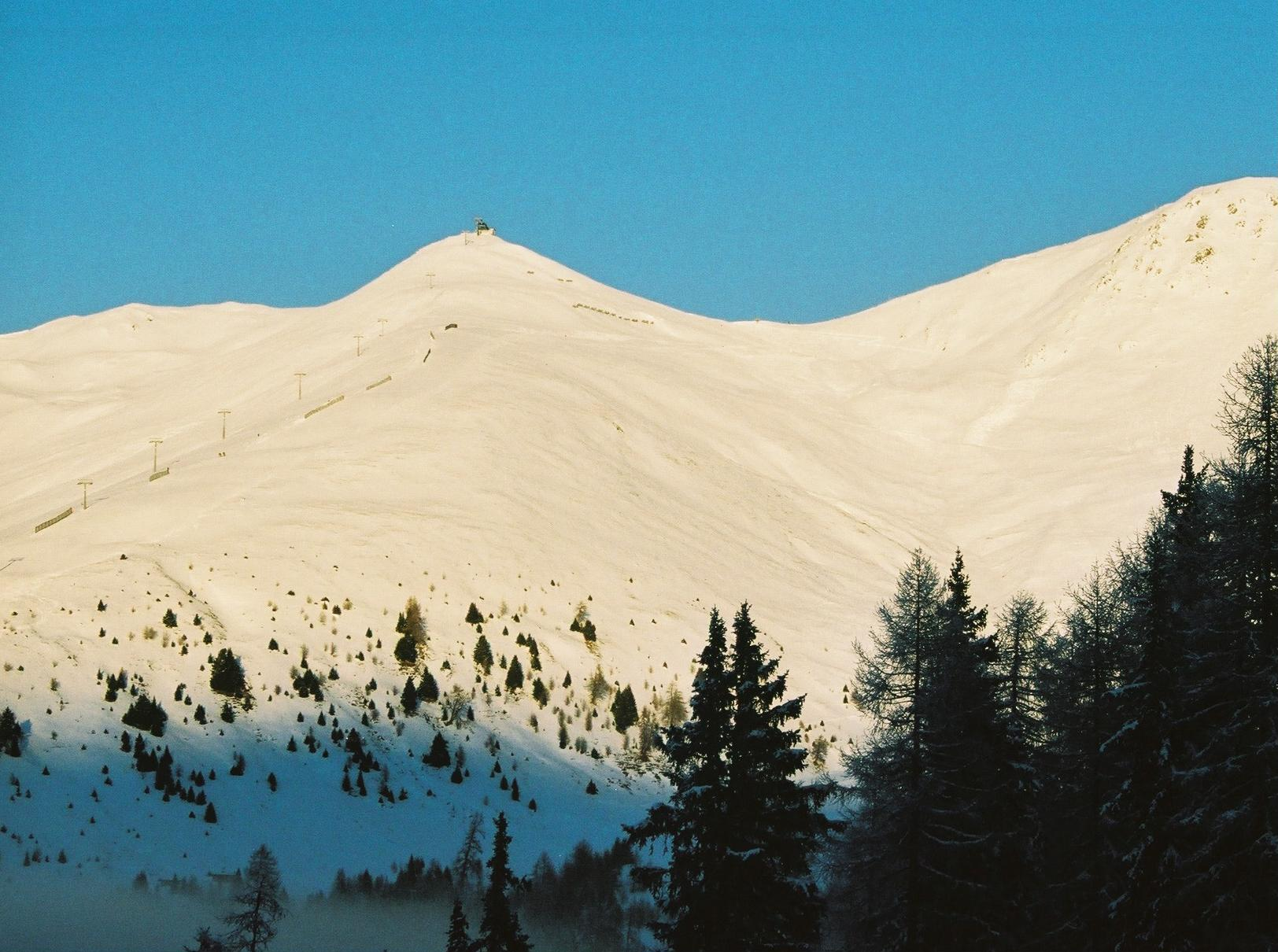
Blick auf den Tscheyeck, 2004
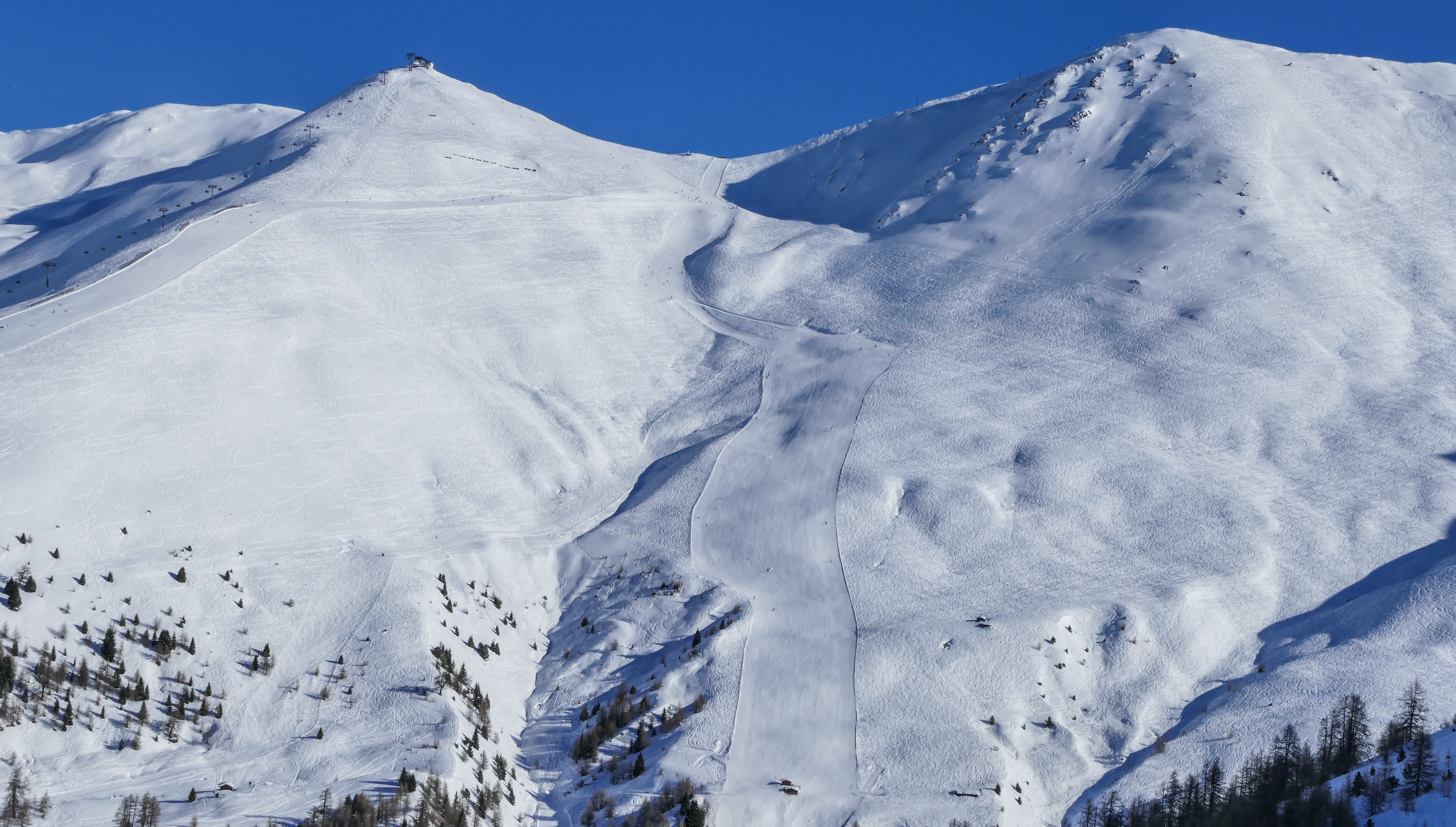
Blick auf Tscheyeck und Gueser Kopf 2750 m, 2018
Blick auf Tscheyeckbahn mit Gueser Kopf, 2006
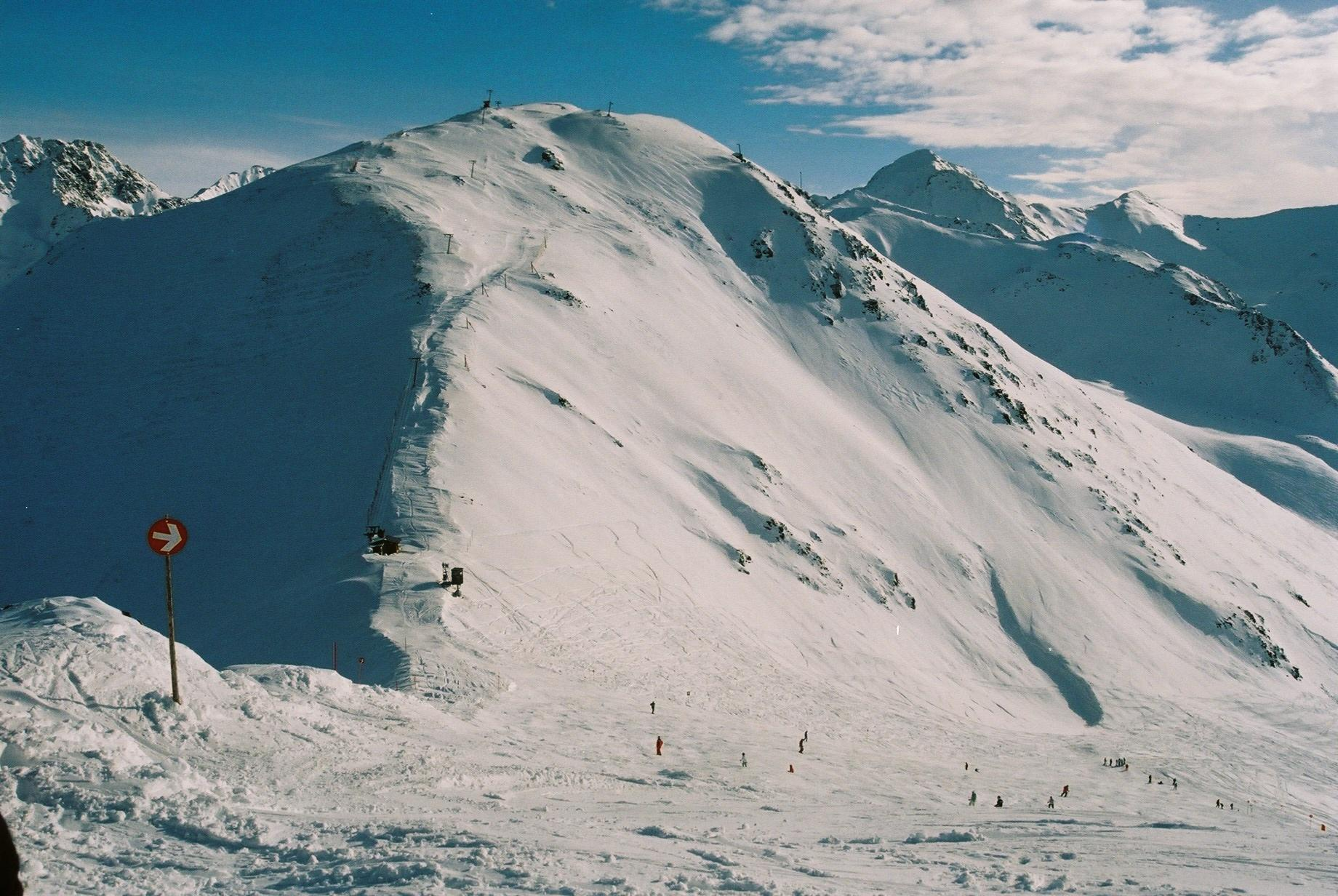
Blick von der Bergstation der Tscheyeckbahn auf den Gueser Kopf, 2004
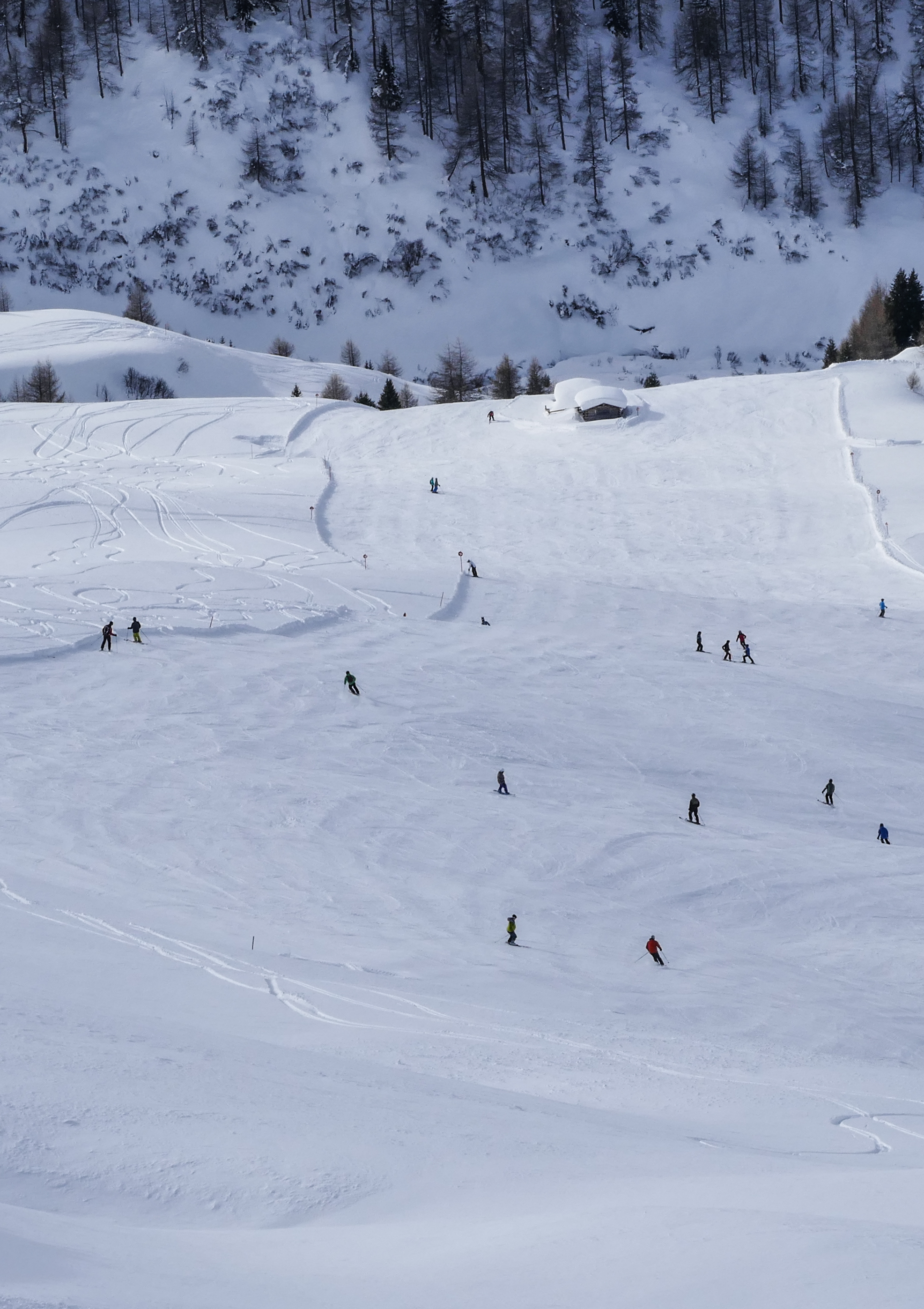
Wiegenabfahrt, 2018
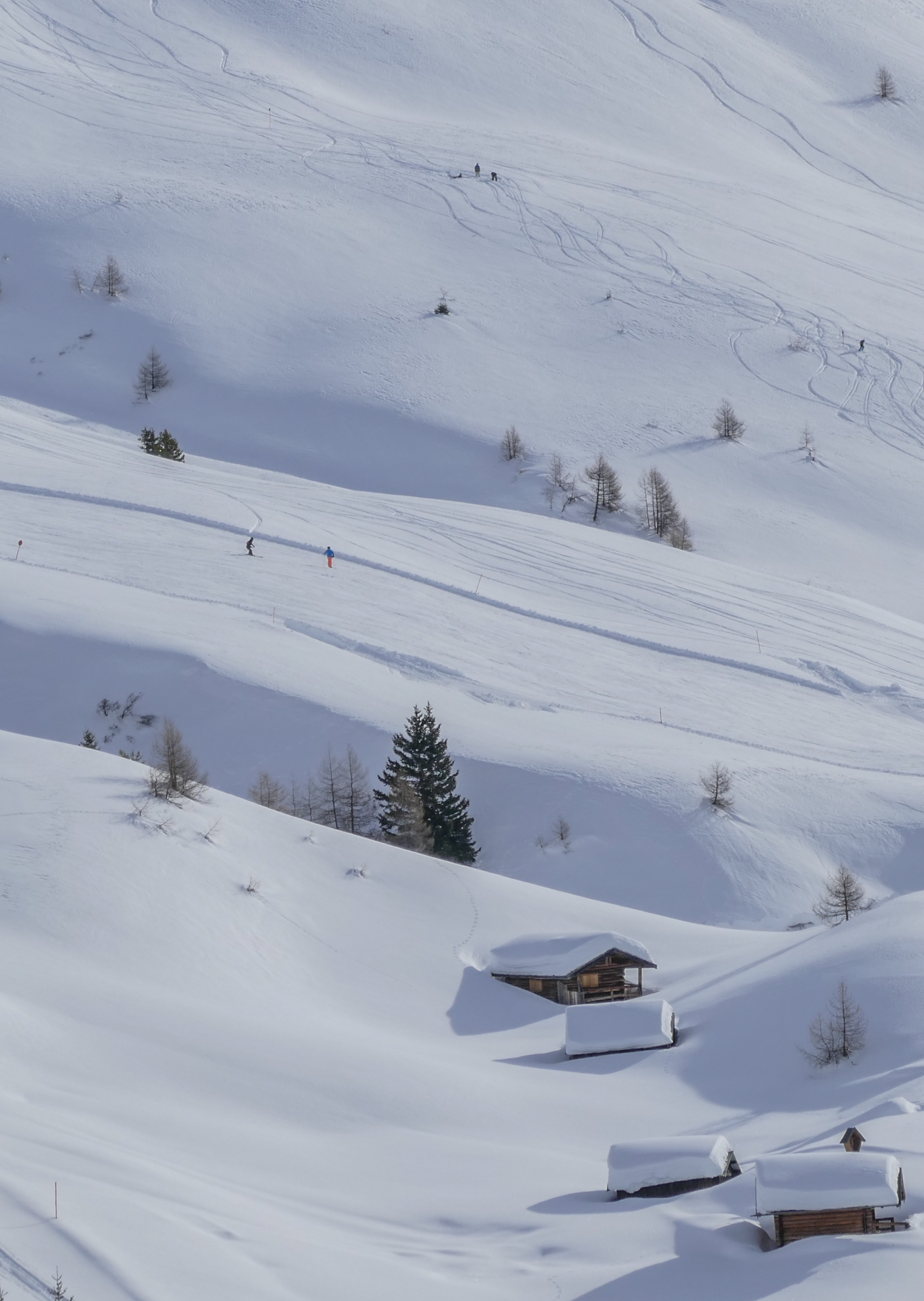
Gueser Skiroute und Wiegenabfahrt, 2018
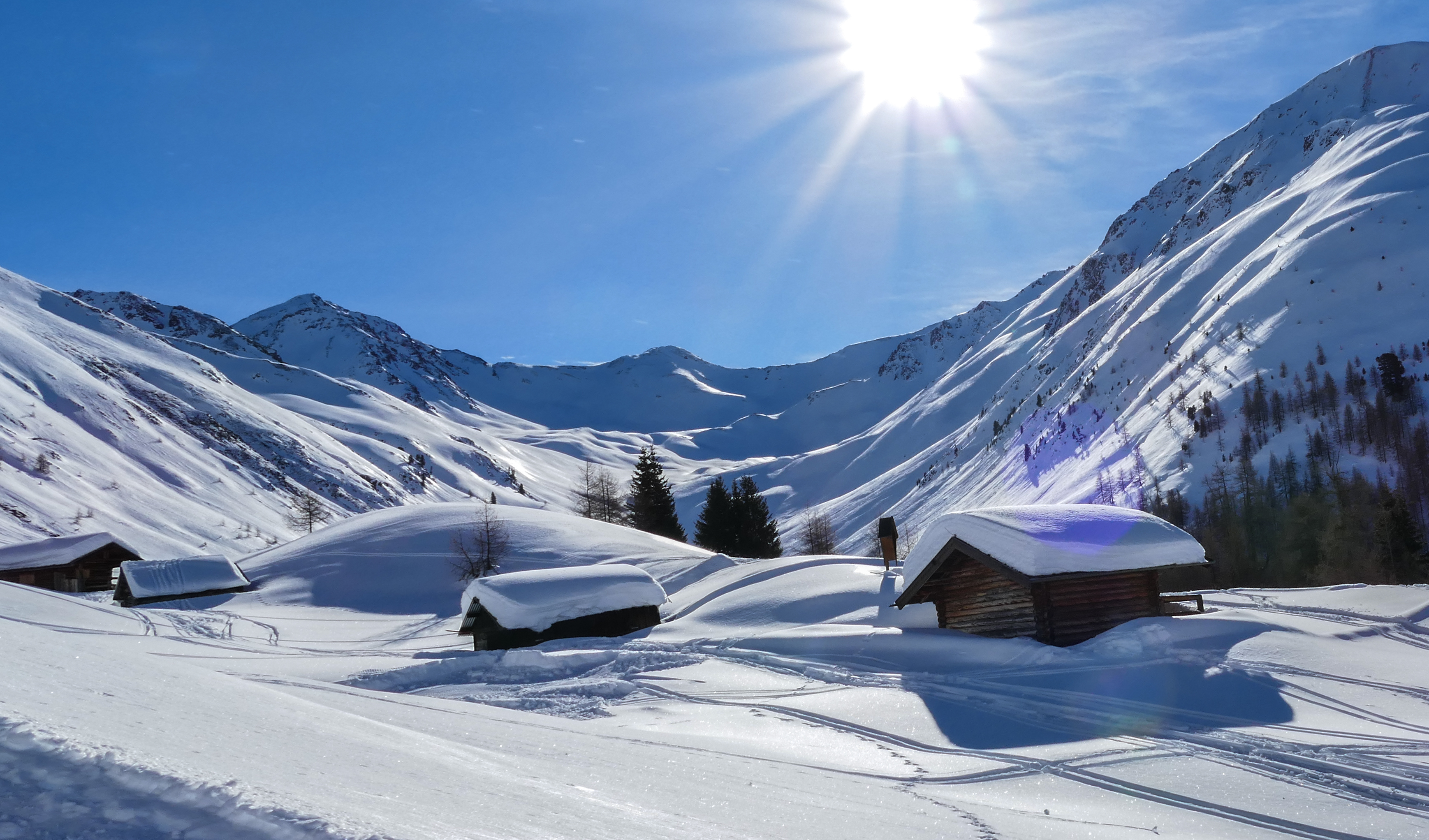
Wiegenabfahrt mit Hütten, 2018
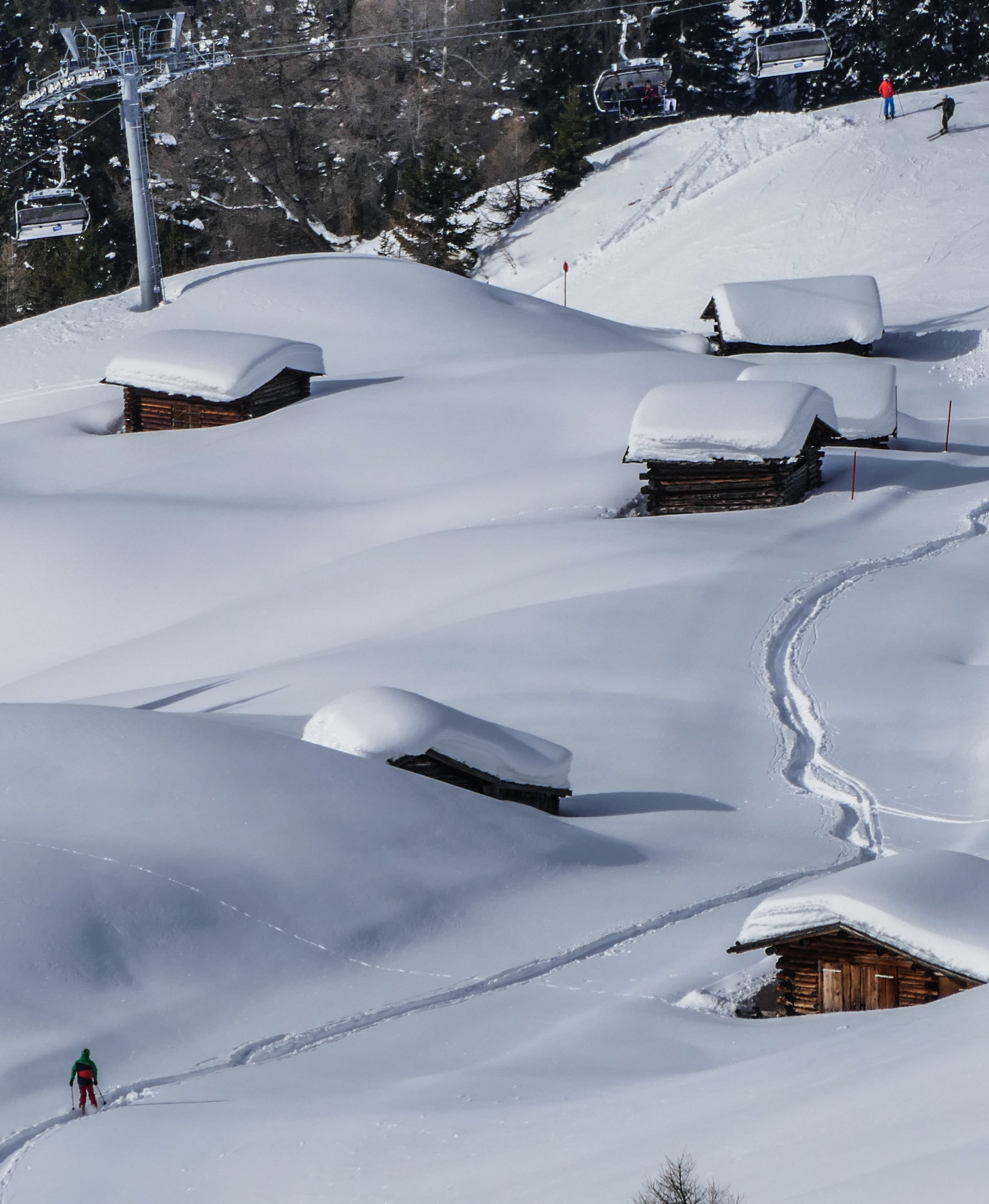
Berghütten auf dem Tscheyeck, 2018

## Belege
1. ↑  Roland Pircher, Hannes Stampfer [piloly.com]: Titelgeschichte – Reschen/Nauders – Wer leistet was im Skiparadies Reschenpass? Der Vinschger, abgerufen am 16. März 2017.
2. ↑  Nauders Ski Holidays: piste map, ski resort reviews & guide. Book your Nauders skiing holiday with EuropeMountains.com. Abgerufen am 5. Dezember 2023.
3. ↑  Längste Naturrodelbahn Tirols wurde am Hochstein in Lienz eröffnet. 31. Januar 2023, abgerufen am 5. Dezember 2023.

Koordinaten: 46° 51′ 47″ N, 10° 32′ 27″ O